# Reissekia smilacina
Reissekia smilacina là một loài thực vật có hoa trong họ Táo. Loài này được (Sm.) Steud. miêu tả khoa học đầu tiên năm 1841.